# Urszula Dembicka
Urszula Dembicka (ur. 16 listopada 1952 w Krasnosielcu) – regionalistka i animatorka kultury.

## Życiorys
Córka Franciszka Wiśniewskiego i Janiny z domu Goliaszewskiej. Absolwentka LO im. Tadeusza Kościuszki w Krasnosielcu (1971), Studium Oświaty i Kultury dla Dorosłych w Białymstoku (1981) i Wydziału Pedagogiki i Psychologii Uniwersytetu Warszawskiego (1984). Dyrektor Gminnego Ośrodka Kultury w Krasnosielcu (w latach 1978-1979; 1981-2009). Organizator Dni Krasnosielca i szeregu cyklicznych imprez obrzędowych (Zapusty, Kupalnocka nad Orzycem, Narodziny, Dożynki gminne, Święto Kapusty w Drążdżewie, Czy będzie jeszcze takie Boże Narodzenie, Od Popielca do kropielca oraz Przeglądu Pieśni Wielkopostnych, Powiatowego Przeglądu Pieśni Legionowej i Żołnierskiej). Założycielka kabaretu Pięta i Grupy Obrzędowo-Teatralnej Sąsiadki. Wieloletnia instruktorka ZHP, współzałożycielka Towarzystwa Przyjaciół Ziemi Krasnosielskiej. Autorka pracy Krasnosielc i okolice w historii, zwyczajach ludowych i legendzie oraz zbiorów klechd i podań O duszy zaklętej w psa i Opowieści znad Orzyca. Publikowała m.in. w kwartalniku Pracownia, Zeszytach Naukowych OTN, Ziemi Przasnyskiej.  

## Odznaczenia
Uhonorowana Medalem im. Zygmunta Glogera, odznakami Zasłużony Działacz Kultury i Zasłużony Działacz LZS. 